# Фуллон, Александр Иванович
Александр Иванович Фуллон (1868—1941) — русский государственный деятель, Плоцкий губернатор.

## Биография
Родился 2 февраля 1868 года. Сын генерала от инфантерии Ивана Александровича Фуллона.
Окончил Александровский лицей (1890).
Занимал посты Седлецкого вице-губернатора (1911—1913), Холмского вице-губернатора (1913—1914) и Плоцкого губернатора (1914—1917). Действительный статский советник.
После Октябрьской революции эмигрировал во Францию. Жил в Париже, где и умер 20 июня 1941 года